# Micrographia

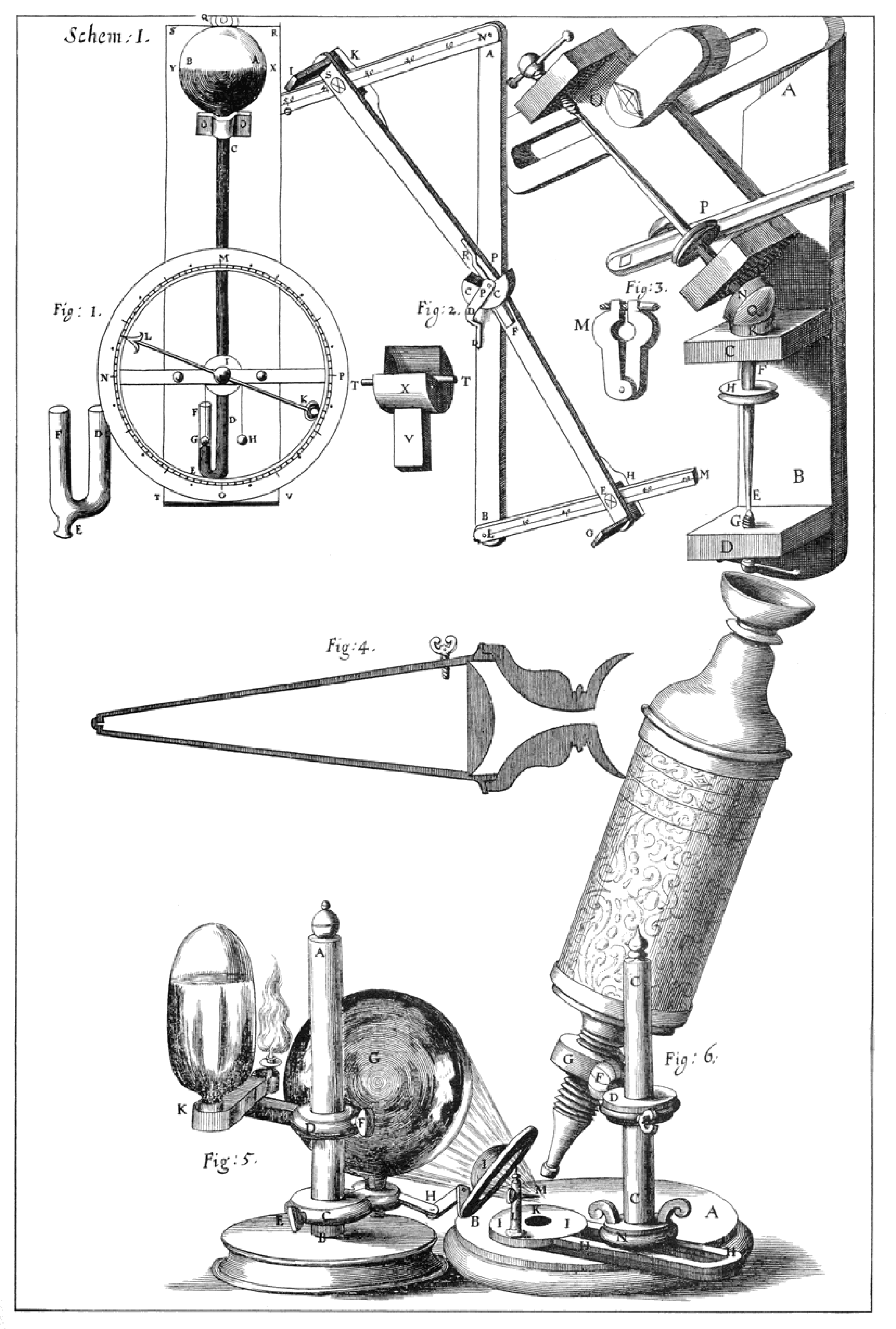
Micrographia. Instrumental.

Micrographia és l'obra escrita pel científic anglès Robert Hooke l'any 1665, quan tenia 28 anys, en la qual apareixen per primera vegada dibuixos d'imatges preses amb microscòpia òptica. És la primera publicació important de la Royal Society, també va ser el primer best-seller científic, despertant un gran interès públic en la nova disciplina de la Microscòpia. També és notable per haver encunyat el terme cèl·lula.
El llibre conté la descripció detallada de cinquanta-set observacions fetes amb el microscopi que el propi Hooke va fabricar, i tres observacions telescòpiques. Va ser rebut amb entusiasme per part de la comunitat científica europea i va ser un regal de la Royal Society de Londres per fascinar el monarca anglès.

## Estructura
L'obra recull observacions sobre tot tipus d'objectes quotidians, estudiats de manera no sistemàtica, i ordenats segons un criteri de complexitat creixent, des dels objectes més simples als més complexos.
1. Observacions sobre objectes artificials.
2. Observacions sobre elements inerts: En aquest grup destaquen les descripcions del gel i de la neu.
3. Observacions del món vegetal: En aquest grup destaca la descripció del suro, dels fòssils i del carbó vegetal.
4. Observacions sobre el regne Animal: 26 descripcions d'animals i parts d'animals, com els polls o l'ull compost de la mosca.
5. Tres observacions telescòpiques.

## Interès de l'obra

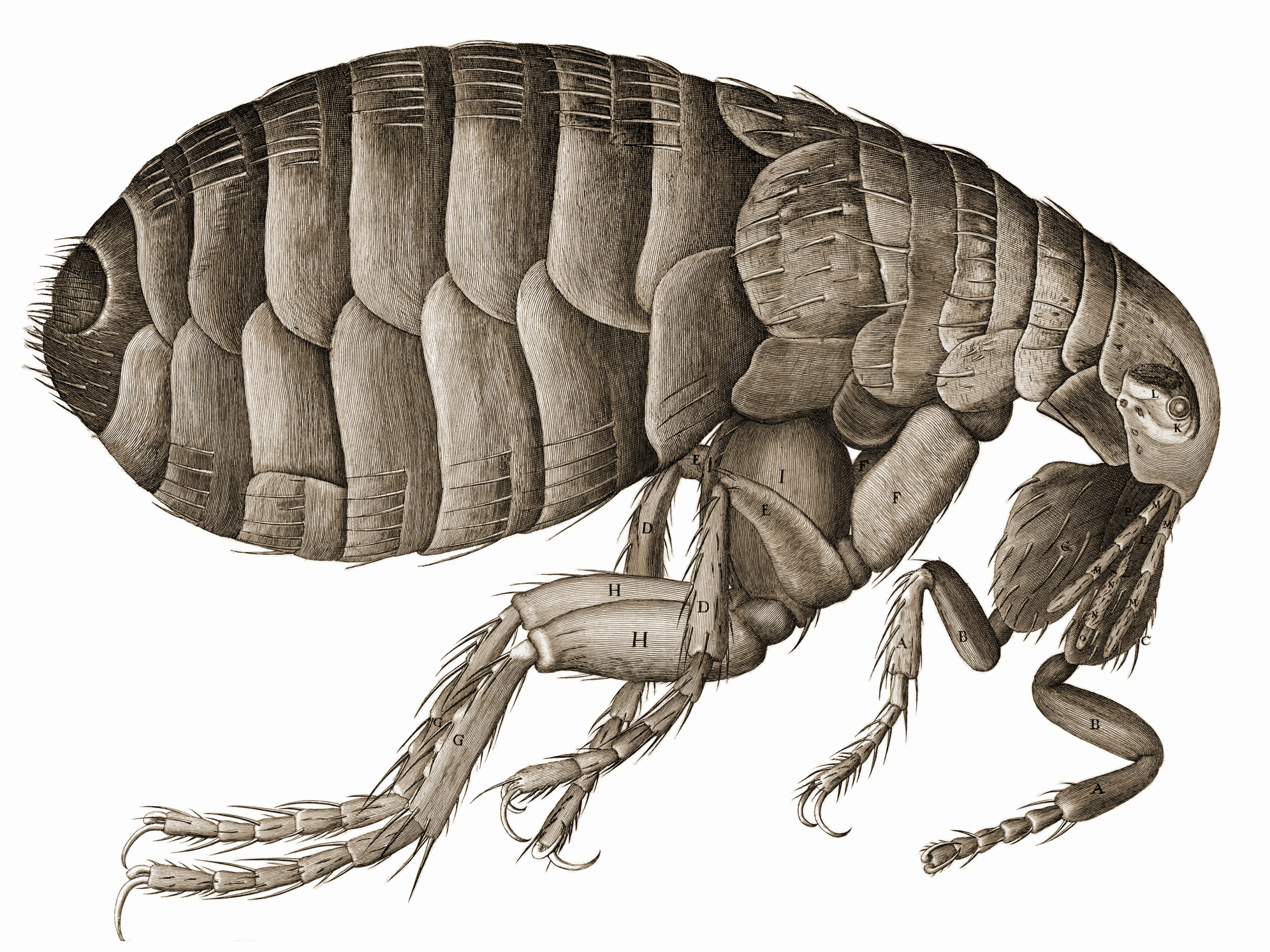
Il·lustració d'una puça del llibre Micrographia de Robert Hooke.

L'obra va ser escrita en un llenguatge planer, humorístic en alguns casos, i els dibuixos presentaven per primera vegada, amb una qualitat artística notable, aspectes desconeguts fins llavors de la naturalesa microscòpica. Va obrir camí en l'ocupació d'instruments per a la descripció científica de la naturalesa i les aportacions noves que va realitzar en diversos camps.
En Micrographia apareix per primera vegada el terme cèl·lula, quan en referir-se als porus observats en una làmina de suro, aquests li van recordar les cel·les dels monjos. També va descriure per primera vegada l'estructura del gel, la neu, i els cristalls d'orina.
La interpretació sobre les observacions microscòpiques dels fòssils es consideren com una de les primeres proposicions de la Teoria de l'evolució biològica.